# 宙船/do! do! do!
『宙船（そらふね）/do! do! do!』（そらふね/ドゥー! ドゥー! ドゥー!）はTOKIOの35枚目のシングル。2006年8月23日にユニバーサルミュージックから発売された。
前作『Get Your Dream』から約2か月ぶりのCDシングルであり、『自分のために/for you』からから約1年10か月ぶりの両A面シングルである。
1曲目の「宙船（そらふね）」は、日本テレビ系ドラマ『マイ☆ボス マイ☆ヒーロー』の主題歌、2曲目の「do! do! do!」は、マイクロソフト『Xbox 360™』のCMソングにそれぞれ使用された。
「宙船（そらふね）」は、2007年3月に開催された第79回選抜高等学校野球大会の開会式入場行進曲に採用された。

## 制作

### 宙船（そらふね）
TOKIOに提供される経緯は、ジャニーズ事務所より依頼があり、中島みゆきが自身のオリジナルアルバム『ララバイSINGER』の主柱にする曲としてレコーディングしようとしていた「宙船」の提供をTOKIOに持ち掛けたためである。中島はこの楽曲の作詞が評価され、第48回日本レコード大賞の作詞賞を受賞した。
編曲を担当した船山基紀によると、編曲は船山名義だが、製作には長瀬智也も大きく関わっていたという。作詞作曲を担当した中島から「あまり私のイメージじゃなくて、TOKIOのイメージでやって欲しい」とのリクエストがあり、船山が悩んでいたところ、長瀬が船山の元に自分で演奏しボーカルまで収録したデモテープを持参した。それを聞いた船山は衝撃を受け、「このまま発表しても何の問題ないくらいの完成度だと思った」そうだが、レコード会社や事務所の意向もあって、より派手な曲になるようにアレンジを施した。また、レコーディングもほとんど長瀬に任せきりの状況だった様で、長瀬の強いこだわりが編曲に生かされている様である。なお、中島の初期の作品の多くの編曲を手掛けた船山だが、中島と編曲の打合せをしたのはこの「宙船」が初めてで、かつ中島と二人だけで話をしたのも、この打合せ後に車で送っていった時の一回きりだという。
通常盤初回プレス収録のAcoustic version、TOKIO10作目のアルバム『Harvest』の通常盤初回プレス付属の特典CD収録のOrchestra versionなど、複数のヴァージョンを有する。

## リリース
2006年8月23日にユニバーサルミュージックから初回盤A、初回盤B、通常盤初回プレス、通常盤の4形態で発売された。
2009年6月24日にJ Stormより通常盤仕様で再発売され、ユニバーサル ミュージックから発売された初回限定盤全種類と通常盤は廃盤となった。

## 記録
今作は2006年9月4日付のシングルオリコンチャートで初登場首位を獲得し、TOKIOのシングルではシングルオリコンチャート首位は5作目となる。6週連続TOP5入り、9週連続TOP10入りを記録した。また、今作と同年2月8日リリースの「Mr. Traveling Man」を合わせ、同年にシングル2作がオリコンチャート初登場1位になったのはTOKIOにとって初である。
チャートイン数は62回を記録、それまで最長記録であった『AMBITIOUS JAPAN!』の記録（32回）を大幅に更新、TOKIOの作品（シングル・アルバム・DVD）では最長記録。2006年（平成18年）の年間オリコンチャートでは15位となった。翌年の2007年（平成19年）の年間チャートでも85位となり、自身初の同一作品で2年連続のトップ100入りを果たした。
売上の面では前作「Get Your Dream」を初動のみで、同年にオリコン首位を獲得した「Mr.Traveling Man」を2週目で、2003年にオリコン首位を獲得した「AMBITIOUS JAPAN!」を3週目でそれぞれの累計売上を上回った。TOKIOのシングルとしては、1994年（平成6年）9月発売のデビュー曲「LOVE YOU ONLY」に次いで、2番目の売上である。「宙船」の着うたダウンロード件数は100万件を突破、ジャニーズ事務所所属アーティストの楽曲で着うたダウンロードがミリオンを突破したのはこの曲が初となる。

## 収録曲

### 初回限定盤A
| #         | タイトル             | 作詞・作曲 | 編曲      | 時間 |
| --------- | -------------------- | ---------- | --------- | ---- |
| 1.        | 「宙船（そらふね）」 | 中島みゆき | 船山基紀  | 4:00 |
| 2.        | 「do! do! do!」      | TAKESHI    | 3-5-2     | 4:22 |
| 合計時間: | 合計時間:            | 合計時間:  | 合計時間: | 8:22 |

| #  | タイトル                                  | 作詞 | 作曲・編曲 |
| -- | ----------------------------------------- | ---- | ---------- |
| 1. | 「宙船（そらふね）」(Video Clip & Making) |      |            |

### 初回限定盤B
| #         | タイトル             | 作詞 | 作曲・編曲 | 時間 |
| --------- | -------------------- | ---- | ---------- | ---- |
| 1.        | 「do! do! do!」      |      |            | 4:22 |
| 2.        | 「宙船（そらふね）」 |      |            | 4:00 |
| 合計時間: | 合計時間:            | 8:22 |            |      |

| #  | タイトル                            | 作詞 | 作曲・編曲 |
| -- | ----------------------------------- | ---- | ---------- |
| 1. | 「do! do! do!」(「Xbox 360™」TV-CM) |      |            |

### 通常盤初回プレス
| #         | タイトル                               | 作詞・作曲 | 編曲      | 時間  |
| --------- | -------------------------------------- | ---------- | --------- | ----- |
| 1.        | 「宙船（そらふね）」                   |            |           | 4:00  |
| 2.        | 「do! do! do!」                        |            |           | 4:22  |
| 3.        | 「リプライ」                           | HIKARI     | 山原一浩  | 4:49  |
| 4.        | 「宙船（そらふね）」(Acoustic version) |            | KAM       | 4:13  |
| 5.        | 「宙船（そらふね）」(Backing Track)    |            |           | 4:00  |
| 6.        | 「do! do! do!」(Backing Track)         |            |           | 4:22  |
| 合計時間: | 合計時間:                              | 合計時間:  | 合計時間: | 25:46 |

### 通常盤
| #         | タイトル                            | 作詞  | 作曲・編曲 | 時間 |
| --------- | ----------------------------------- | ----- | ---------- | ---- |
| 1.        | 「宙船（そらふね）」                |       |            | 4:00 |
| 2.        | 「do! do! do!」                     |       |            | 4:22 |
| 3.        | 「リプライ」                        |       |            | 4:49 |
| 4.        | 「宙船（そらふね）」(Backing Track) |       |            | 4:00 |
| 5.        | 「do! do! do!」(Backing Track)      |       |            | 4:22 |
| 合計時間: | 合計時間:                           | 21:33 |            |      |

## メディアでの使用
| # | 曲名                 | タイアップ                                          | 出典        |
| - | -------------------- | --------------------------------------------------- | ----------- |
| 1 | 「宙船（そらふね）」 | 日本テレビ系ドラマ『マイ☆ボス マイ☆ヒーロー』主題歌 | [ 3 ] [ 5 ] |
| 1 | 「宙船（そらふね）」 | music.jpCMソング                                    | [ 4 ]       |
| 1 | 「宙船（そらふね）」 | dwango『いろメロミックスDX』CMソング                | [ 4 ]       |
| 2 | 「do! do! do!」      | マイクロソフト『Xbox 360™』CMソング                 | [ 6 ]       |
| 2 | 「do! do! do!」      | music.jpCMソング                                    | [ 4 ]       |
| 2 | 「do! do! do!」      | dwango『いろメロミックスDX』CMソング                | [ 4 ]       |

## 収録アルバム
| 楽曲                 | アルバム    | 発売日         | 規格品番                      | 備考                                                                 |
| -------------------- | ----------- | -------------- | ----------------------------- | -------------------------------------------------------------------- |
| 「宙船（そらふね）」 | 『Harvest』 | 2006年10月18日 | UPCH-9278（初回限定盤）       | 10thアルバム 通常盤初回プレスのみ「宙船（Orchestra version）」収録。 |
| 「宙船（そらふね）」 | 『Harvest』 | 2006年10月18日 | UPCH-1528（通常盤初回プレス） | 10thアルバム 通常盤初回プレスのみ「宙船（Orchestra version）」収録。 |
| 「宙船（そらふね）」 | 『Harvest』 | 2006年10月18日 | UPCH-1530（通常盤）           | 10thアルバム 通常盤初回プレスのみ「宙船（Orchestra version）」収録。 |
| 「宙船（そらふね）」 | 『sugar』   | 2008年2月20日  | UPCH-9417（通常盤初回プレス） | 11thアルバム リメイクバージョン                                      |
| 「宙船（そらふね）」 | 『HEART』   | 2014年7月16日  | JACA-5420（初回限定盤1）      | ベストアルバム                                                       |
| 「宙船（そらふね）」 | 『HEART』   | 2014年7月16日  | JACA-5423（初回限定盤2）      | ベストアルバム                                                       |
| 「宙船（そらふね）」 | 『HEART』   | 2014年7月16日  | JACA-5426（通常盤）           | ベストアルバム                                                       |
| 「do! do! do!」      | 『Harvest』 | 2006年10月18日 | UPCH-9278（初回限定盤）       | 10thアルバム                                                         |
| 「do! do! do!」      | 『Harvest』 | 2006年10月18日 | UPCH-1528（通常盤初回プレス） | 10thアルバム                                                         |
| 「do! do! do!」      | 『Harvest』 | 2006年10月18日 | UPCH-1530（通常盤）           | 10thアルバム                                                         |

## 映像作品
宙船（そらふね）
- TOKIO Special GIGs 2006 〜Get Your Dream〜
- 5 ROUND III（PV映像）
- sugar（初回盤A）
- OVER/PLUS
- TOKIO LIVE TOUR 1718
- TOKIO 20th Anniversary Live Tour HEART

do! do! do!
- TOKIO Special GIGs 2006 〜Get Your Dream〜
- 5 ROUND III（PV映像）
- OVER/PLUS

## カバー
| 楽曲                 | アーティスト | アルバム                                                         | 発売日         | 規格品番   | 備考         |
| -------------------- | ------------ | ---------------------------------------------------------------- | -------------- | ---------- | ------------ |
| 「宙船（そらふね）」 | 中島みゆき   | 『ララバイSINGER』                                               | 2006年11月22日 | YCCW-10030 | セルフカバー |
| 「宙船（そらふね）」 | 堀井英明     | 『こどもヒット!ヒット!ソング〜おしりかじり虫・千の風になって〜』 | 2007年12月26日 | KICG-235   |              |
| 「宙船（そらふね）」 | 工藤静香     | 『MY PRECIOUS -Shizuka sings songs of Miyuki-』                  | 2008年8月20日  | PCCA-02728 |              |